# Sân bay Dumatubin
Sân bay Dumatubin (IATA: LUV, ICAO: WAPL) là một sân bay ở Langgur, quần đảo Kai, in the Maluku province of Indonesia. Đây là sân bay hỗn hợp quân sự và dân sự, đường băng dài 1950 m bề mặt bê tông.

## Các hãng hàng không và các tuyến điểm
Hiện tại có các hãng hàng không sau đang hoạt động tại sân bay này:
- Lion Air (Ambon)[2]